# Ozola pyraloides
Ozola pyraloides är en fjärilsart som beskrevs av Reginald James West 1930.
Ozola pyraloides ingår i släktet Ozola och familjen mätare. Inga underarter finns listade i Catalogue of Life.